# دار الغاني
دار الغاني (بالإنجليزية : Dar al-Gani) هو حقل للنيازك في الصحراء الليبية , وهي هضبة من الحجر الجيري،طولها حوالي 200 كيلومتراً و 60 كيلومتر في اوسع حالاتها.
كما ان يمكن بسهولة رصد النيازك ذات الألوان الداكنة في هذا الحقل، حيث يتم الحفاظ عليها جيدًا بسبب المناخ الجاف والجيولوجيا الملائمة التي تتكون من الصخور الأساسية (الطين والدولوميت والحجر الجيري) وتفتقر إلى رمال السيليكا المتآكلة. 
و في يوليو 2001 ، تم استرداد 869 نيزكًا بوزن إجمالي قدره 687 كجم (1515 رطلاً) من الموقع . وزن أكبر نيزك فيهم 95 كجم (209 رطلا).
تم تسمية دار الغاني من قبل لجنة التسمية التابعة لجمعية النيازك (the meteorical Society) . كما إنه غير موجود في الأطلس الوطني لليبيا. ومع ذلك ، أطلق اسم دار الغاني على جزء من هضبة سرير القطوسة في الخريطة الجيولوجية لليبيا.